# زلا دی
زلا دی (به انگلیسی: Zella Day) (زاده ۱۳ مارس ۱۹۹۵) خواننده و ترانه‌سرا آمریکایی است.